# 縱橫諜海：斷罪
《细胞分裂：断罪》（全称“汤姆·克兰西之细胞分裂：断罪”）是细胞分裂系列游戏的第五部作品，发行于2010年4月。该游戏由育碧蒙特利尔工作室开发。《细胞分裂》、《细胞分裂：混沌理论》、《细胞分裂：双重间谍》的开发者、《彩虹六号：维加斯》的主要成员均参与了开发该游戏的工作。Gameloft于2010年5月27日发行了适用iOS系统的版本。

## 游戏介紹

### 遊戲系统

標記與處決

《断罪》有许多新的特色，其中之一便是“标记与处决”系统，它允许玩家同时标记多个目标（敌人或物体），并通过门或窗子突然射击他们。玩家可选择射击的顺序，比方说先射掉一名守卫近旁的灯吸引他的注意，然后干掉另一名守卫。还有“最后已知姿势”，若玩家在已警觉的守卫的视野中晃过时就会出现。它描绘出山姆的轮廓，反映了该守卫推测的山姆所在地点，方便玩家闪避敌人。
玩家必須要搏擊方式暗殺掉一位敵人才能使用標記與處決系統，而山姆所使用的搏擊為以色列搏擊防身術。除此之外遊戲與前作不同就是所有手槍類的子彈都是無限。

### 遊戲模式
- 獵人(Hunter)：與單人遊戲相同，在不被敵人發現的情況下解決掉一個區域內的10個敵人，如果被發現，敵人就會多派10名人力來支援。
- 最後一戰(Last Stand)：如同生存模式，玩家必須解決所有來襲的敵人以保護EMP。
- Face-Off：1對1對戰，僅適用於雙人遊戲，與獵人模式不同的是，玩家不僅要避開敵人偵測，還要避免被抓住。
- 潛伏(Infiltration)：與獵人模式不同的是，只要被偵測就遊戲結束。

## 游戏剧情

### 单人模式
山姆·費雪的女兒莎拉·費雪死后三年，前海豹突击队成员维克多·柯斯特被关在黑箭组织的一个审讯室，由一群不明身份的人审问着。柯斯特以过去式追忆《断罪》中发生的事件。柯斯特被审问的动画在整个游戏中不断出现。
故事描述事發前74小時，在山姆淡出公众视野一段时间后，前第三梯队成员安娜·格林斯多特在马耳他瓦莱塔的一个集市找到了他并与他联系。她警告他说有许多杀手在找他。干掉那些杀手后，山姆从他们的头儿德米特里·格拉姆科斯那儿逼问出毒贩安德烈科本与女儿莎拉的死有关。山姆得知科本现在在由博物馆改建的大宅中。他潜入大宅，与科本及其卫兵交火，并逼问科本有关自己女儿的事情。科本说操控这一切的人来头比自己和山姆都要大。后来第三梯队的人赶到，抓住了山姆。
山姆被押至弗吉尼亚的普莱斯机场，格林斯多特在私人軍事服務公司黑箭组织的人看管下审问山姆。她趁他俩单独待在一起时干掉了守卫，表明自己现在是为总统派翠西亞·卡德威爾工作，在第三梯队内当卧底。她要山姆帮忙调查第三梯队的头儿汤姆·里德与黑箭的关系。一开始山姆拒绝合作，但格林斯多特告诉他莎拉还活着，并称在调查过过程中会向他证明这点。格林斯多特帮他逃出机场，并给了他武器和车。这时山姆想起了在沙漠风暴行动中于他有救命之恩的老战友维克多·柯斯特。两人于华盛顿纪念碑前的广场见面，得到一些武器装备，并得知白盒科技——一家专做电磁脉冲研发的公司雇佣了黑箭做安保，这很反常，因为黑箭一般不提供此类服务。
時間已經來到事發前27個小時，山姆潜入白盒科技，看见一些科学家已被黑箭的特工杀害。費雪救下了一个科学家，得知是魯西厄斯·加里亞德雇黑箭做安保，而且一名黑箭头目罗伯逊正在收集整理电磁脉冲装置资料。在去罗伯逊办公室的路上，格林斯多特与他通话，那头传来了莎拉的声音，女儿还活着一事得到确认。山姆到了罗伯逊的办公室，从电脑上下载了资料一边格林斯多特的人分析。山姆引爆了一个电磁脉冲装置，防止黑箭的人追踪下载使格里姆暴露，还炸死了罗伯逊。
接着山姆在总统卡德威爾和格林斯多特命令下直奔林肯纪念堂，在潜入该地区的同时还试图录音里德和加里亞德的谈话。山姆逼问加里亞德，得知该次行动是由一个名为“美吉多”的组织策划和资助的，汤姆·里德只是被雇佣来帮忙的。当他想问得更多时，加里亞德便被杀手干掉了。山姆追了上去，可杀手在坐进车里后也被炸死。山姆这时已被卷入与第三梯队的对抗，直到被特勤局启用。
之后，時間來到事發前14個小時，山姆潜入第三梯队总部，从第三梯队雇员弗莱曼那里拿到了武器─聲納探測鏡，并从里德办公室拿回了信息。山姆没去找里德，而是再度与柯賓相遇，又拷问了他一番。山姆得知里德与美吉多合作，准备把电磁脉冲偷运至美国，并引爆它们制造混乱以掩护暗杀总统的计划，把美吉多的傀儡——副总统扶正。那时里德便会因处理暗杀而被捧为英雄，官职得到晋升。柯賓之后说他根本不清楚莎拉的事，只是弄了一具假尸体来编造她的遇害，格林斯多特才清楚整个经过。山姆通过电子对讲机质问格林斯多特，后者让他听了一段欧文·兰伯特（費雪的前上司兼好友）在死于纽约前不久留下的录音。兰伯特叙说道他发现了第三梯队里有一个想用莎拉来对付費雪的奸细。为了保护費雪父女，兰伯特谎称莎拉死于车祸，并要柯賓搞来一个样子差不多的尸体，以让山姆能够专心于工作。兰伯特一直没能找出那个奸细，他的努力都泡了汤。
之后格林斯多特要陷入愤怒中的山姆去停掉位于密歇根大街地下室中的三个电磁脉冲装置的其中之一，并说莎拉就在附近，柯斯特负责保护她。格里姆则陪里德去了白宫以阻止暗杀。山姆逃出第三梯队总部，不久里德用自毁装置2319協定炸掉了整栋楼。山姆在柯斯特及其直升机帮助下炸掉了电磁脉冲装置。他与柯斯特相见，并与女儿短暂重聚。有两个电磁脉冲被激发，全城断电，陷入大混乱。他们的直升机也被地对空导弹击中，幸而柯斯特凭高超的驾驶技术让他们安全着陆。柯斯特把莎拉带到安全地带，山姆则穿过华盛顿特区，潜入白宫，路上还得对付黑箭、分裂细胞特工、以及第三梯队的杀手。在把副总统控制起来后，山姆与格林斯多特会合，后者打伤山姆以便山姆能以人质的身份接近里德。
进了总统办公室之后，里德准备处决山姆和总统。里德说考德威尔本打算关掉第三梯队，不再需要它的间谍服务，他还对山姆说总统相信山姆和他的同行本不必做这样的牺牲。为组织这样的事发生，里德准备利用山姆来刺杀总统，并向国家证明第三梯队还是有用的。当里德走进山姆时，山姆卸了里德的枪，并与格里姆解决了里德的卫兵。美国军队来救总统，山姆则拷问起里德。最后得知里德就是兰伯特要找的奸细。根据玩家的不同选择，山姆或格里姆将杀死里德。若选格里姆处决里德，格里姆会告诉山姆他是自己唯一信赖的人，但山姆说他不想再卷入这些风风雨雨，然后离去。
最後，柯斯特回憶完整個過程後，談論到他與山姆的關係親如兄弟，並反問黑箭組織：「親如兄弟，是家人，對吧？」，講完就審問室外突然槍聲大響，黑箭組織立刻衝去了解狀況，獨留審問室的柯斯特對著快要沒電的DV說：「我想也是。」，隨後DV就斷電了。

### 多人模式
多人模式是單人模式的前傳，講述的是距離單人模式發生前10天的故事。第三梯隊的"分裂細胞"探員Archer和俄羅斯對外情報局"Voron"探員Kestrel被派往俄罗斯圣彼得堡的涅瓦大街調查EMP。任務目標是阻止俄羅斯軍方不良分子在黑市上販售先進的彈頭。犯罪分子Andriy Kobin提供的情報顯示，販售的經紀人是毒品和人口販運者Valentin Lesovsky，因此Archer和Kestrel的任務是消滅Lesovsky和他的同伴Boris Sychev，同時取得Lesovsky的聯絡名單。
完成任務後，他們被派往阿塞拜疆的俄羅斯大使館，收集前俄罗斯格鲁乌上校Leonid Bykhov進行的武器交易情報。在交易現場，他們目睹Bykhov背叛了他的同夥Tagizade，命令手下殺死他。在阻止了武器箱的破壞後，Archer和Kestrel發現Bhykov要販售的是聯合直接攻擊彈藥(JDAM)。在審問Bhykov後，他們得知他與少將Kerzakov合作，而Yastreb Complex是位於莫斯科紅場下方的一個地下堡壘。
為了取得EMP彈頭的位置，他們潛入堡壘，使用手榴彈狀的EMP裝置使JDAM套件無法運作。然後，他們從多個伺服器下載資料，以便追蹤EMP裝置到莫兹多克試驗場。在Kobin的幫助下，他們偷偷潛上一輛補給車，進入試驗場，然後安全保管EMP裝置。然而，在撤離時，第三梯隊總長Tom Reed下令Archer殺死Kestrel，而Kestrel則讀取了Archer的OPSAT裝置，迫使他不得不自衛。最後，雖然有一方存活下來，但結局會導向Kestrel致命地射殺了Archer。深感悲痛的Kestrel並不知道Kobin的存在，被Kobin從背後開槍殺害。在單人模式的第二關─科本的豪宅中，玩家會發現兩人的屍體。
然而，在完成《縱橫諜海：黑名單》中的布里格斯支線之後，玩家會發現Kestrel實際上還活著。而Kobin也無意中透漏了他是對Kestrel開槍的罪魁禍首。

## 原聲帶
2010年4月13日，Ubisoft Music 與作曲家Michael Nielsen和Kaveh Cohen合作推出了一份16首曲目的正式原聲帶，專為電玩遊戲《縱橫諜海：斷罪》而製作，並且僅透過iTunes獨家販售。
隨著《縱橫諜海：斷罪》限量收藏版的發行，Michael Nielsen和Kaveh Cohen所創作的「原聲帶」CD也隨之推出，其中包含一首由曾經為《縱橫諜海：混沌理論》創作原聲帶的Amon Tobin所創作和製作的曲目。然而，這份CD及其包裝上並未列出曲目清單。但是，在2010年4月18日，Nielson在他的Myspace頁面上公佈了這份CD的曲目清單。
2010年4月20日，Amon Tobin的網站發佈了一則消息公告，這是在他負責創作了《縱橫諜海：斷罪》音樂配樂的大部分貢獻之後公佈的。

## 評價
《縱橫諜海：斷罪》受到Xbox 360和PC平台上大多數評論家的正面評價。
IGN的Alec Meer給予9.3分（滿分10分），並授予“編輯之選獎”。Edge雜誌的Tim Ingham在主要評論中給出8/10的評分，並稱這款遊戲“接近偉大”。他特別強調了山姆·費雪能夠在按下按鈕後將任何環境變成“拷問室”的特點。然而，評論中主要的批評點是遊戲時間過短，且部分內容呈現單調。GameSpot的Kevin Van Ord給予該遊戲8分（滿分10分），讚揚了合作模式和故事情節，但批評了其遊戲時間過短、偷襲元素過少以及大多數審問部分。他指出審問“是一個錯失的機會”，並且“更加可預測而非引人深思”。GameTrailers給予遊戲8.9分（滿分10分），讚揚了“一流的聲音表演”和整個遊戲，說“斷罪是縱橫諜海系列中一個引人入勝的新章節”。Game Informer給予遊戲9分（滿分10分），而GamePro給了它5分（滿分5分）。
然而，在一些PC評論家中，這部遊戲的評價略低。GameSpot的Kevin Van Ord給予該遊戲6.5分（滿分10分），指出漏洞、缺少功能、連接問題和高於一般PC遊戲的價格。PC Gamer UK給予87/100的評分，但也提到了“我們不能推薦您購買這款遊戲，因為它目前存在DRM（數位版權管理）問題”。